# Unie voor Democratische Wedergeboorte
De Unie voor Democratische Wedergeboorte (Georgisch: დემოკრატიული აღორძინების კავშირი, Demokratioeli Agordzinebis Kavsjiri) was een politieke partij in Georgië, die bestond tussen 1992 en 2004. De partij werd opgericht door Aslan Abasjidze, de leider van Adzjarië, die de autonome republiek op autocratische wijze bestuurde. De partij werd in 2004 opgeheven, nadat Abasjidze door president Micheil Saakasjvili uit zijn functie was gezet en naar Rusland was gevlucht.

## Naamgeving
De partij werd in 1992 door Aslan Abasjidze opgericht onder de naam Unie voor de Wedergeboorte van Adzjarië. Gedurende haar bestaan werd de naam een paar keer veranderd, via Unie voor de Wedergeboorte van Georgië (1995) naar uiteindelijk Unie voor Democratische Wedergeboorte (1998). De partij stond informeel bekend onder de naam Wedergeboorte (Agordzinebis).

## Geschiedenis

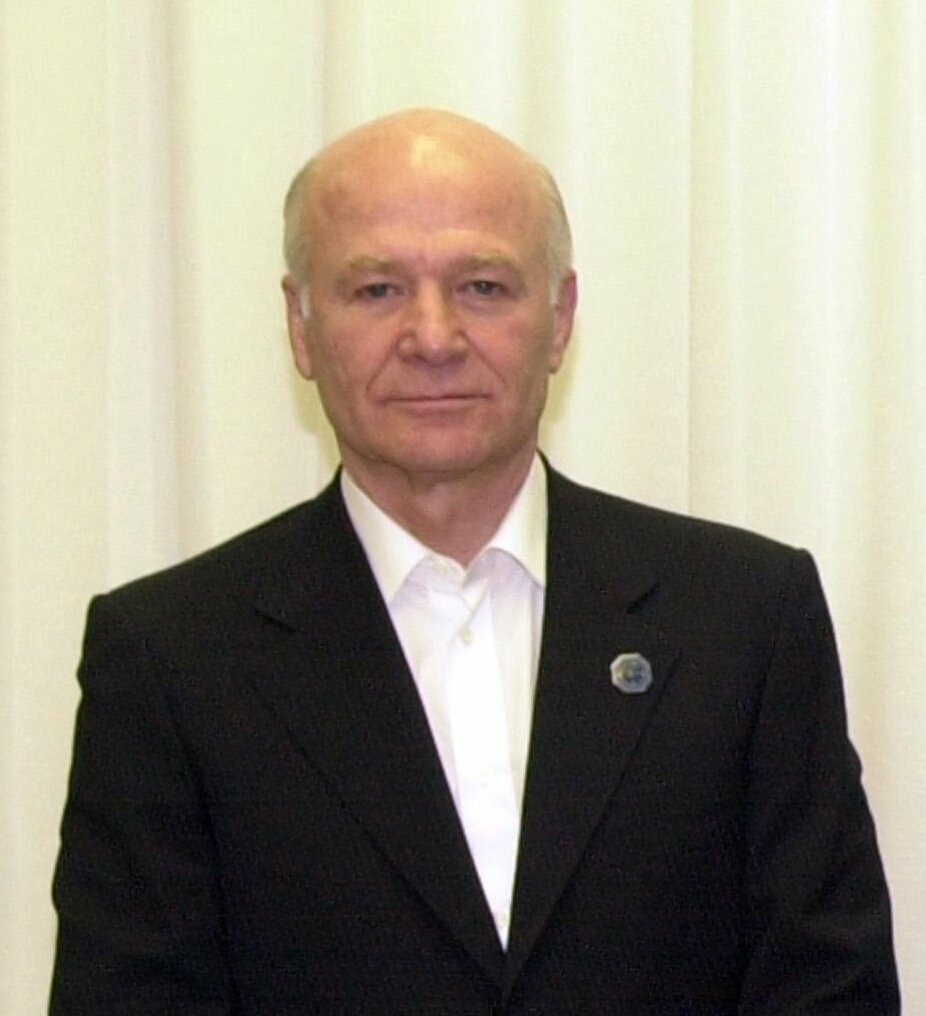
Oprichter en partijvoorzitter Aslan Abasjidze.

In 1991 werd Aslan Abasjidze benoemd tot voorzitter van de Hoge Raad van de autonome republiek Adzjarië, het parlement van de regio. Abasjidze was op dat moment betrokken bij de Ronde Tafel coalitie onder leiding van president Zviad Gamsachoerdia. Na de gewelddadige staatsgreep in januari 1992 tegen Gamsachoerdia maakte Abasjidze gebruik van de ineenstorting van het politieke systeem in Georgië. Hij versterkte zijn machtsbasis in Adzjarië door zijn eigen partij op te richten, de Unie voor de Wedergeboorte van Adzjarië.
De chaos die op dat moment in Georgië heerste, met de separatistische conflicten in Zuid-Ossetië en Abchazië en milities zoals de mchedrioni, gaf hem de gelegenheid de regio te isoleren van de rest van Georgië en de burgeroorlog. Er was in de nieuwe post-coup situatie een onuitgesproken compromis met de centrale macht in Tbilisi, waarbij hij kon doen wat hij wilde zolang hij Adzjarië niet afscheidde van Georgië. Feitelijk bewerkstelligde hij wel een politieke en bestuurlijke afscheiding, waarbij de centrale regering haar zeggenschap over Adzjarië verloor. De partij van Abasjidze werd het instrument om dit democratisch te legitimeren. Door de controle van Abasjdize en zijn partij over het regionale verkiezingsproces werden onwerkelijk hoge verkiezingsresultaten geclaimd, die een onevenredige weerslag hadden op de nationale politieke verhoudingen.

### Regionale macht
De Unie voor de Wedergeboorte werd in 1992 opgericht en deed in oktober van dat jaar mee met de parlementsverkiezingen in het verkiezingsblok van nationale eenheid Vrede, dat de democratie in Georgië moest herstellen na de staatsgreep eerder dat jaar. Het blok was geassocieerd met waarnemend staatshoofd Edoeard Sjevardnadze. Wedergeboorte behaalde vier zetels in het parlement van Georgië. Abasjidze werd vice-voorzitter van het parlement, naast voorzitter Sjevardnadze, maar kwam jarenlang niet naar Tbilisi uit vrees voor zijn leven.
In de eerste helft van de jaren 1990 zocht Abasjidze een middenweg tussen Sjevardnadze-aanhangers en Gamsachoerdia-loyalisten, die zich verzetten tegen de regering Sjevardnadze. Abasjdize en Sjevardnadze hadden een ingewikkelde relatie, een wisselwerking tussen elkaar helpen en afwijzen. Abasjdize bewandelde onder meer zijn eigen weg met de Russische regering ten aanzien van de Georgische conflictgebieden Abchazië en Zuid-Ossetië. Adzjarië werd daarnaast van de rest van het land afgesloten door de binnenlandse grens te handhaven en de douane-inkomsten aan de Turkse grens werden niet afgedragen aan de Georgische autoriteiten.
Door op deze wijze de autonomie af te dwingen, zonder uit te zijn op afscheiding van Georgië, maakte Abasjidze gebruik van het gebrek aan afbakening van de bevoegdheden van de autonomie in de Georgische grondwet. Zijn populariteit in Adzjarië steeg ermee en hij vestigde eenzijdige controle over de regio, waarbij hij geen oppositie duldde. Hij benoemde loyalisten uit directe kring op belangrijke posities.
De partij deed onder de nationaal appellerende naam Unie voor de Wedergeboorte van Georgië mee met de parlementsverkiezingen van 1995 en kreeg landelijk bijna zeven procent van de stemmen, oftewel 31 van de 235 zetels. Alle zes de Adzjaarse enkelvoudige districten werden door de partij gewonnen. In Adzjarië, waar fraude en corruptie intussen de norm was geworden, claimde de partij 90% van de stemmen. Binnenlandse en buitenlandse waarnemers werden in de regio niet toegelaten bij deze stembusgang. De partij steunde Sjevardnadze bij de presidentsverkiezing die tegelijkertijd werd gehouden.

### Hoge Raad van Adzjarië

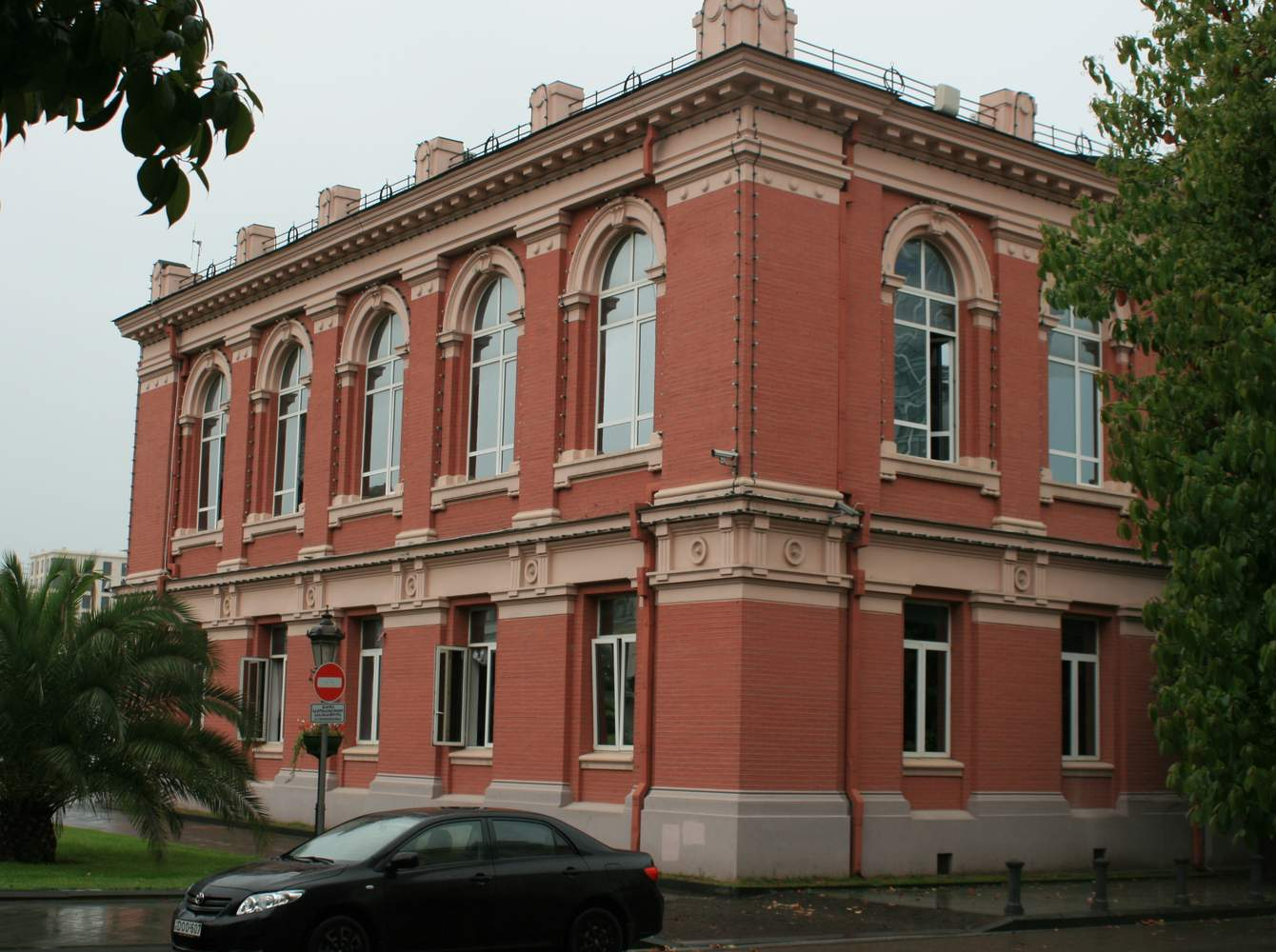
Het Adzjaarse parlement in Batoemi, tevens residentie van Aslan Abasjidze.

Na de staatsgreep van 1991–1992 tegen Gamsachoerdia stapten de meeste afgevaardigden van de Ronde Tafel in de Adzjaarse Hoge Raad over naar Wedergeboorte en nam de partij de macht over in het bestuur van de autonome republiek. In 1996 vond de eerste verkiezing sinds de staatsgreep voor de 80 afgevaardigden van de Hoge Raad plaats. De gang van zaken bij deze verkiezing was niet veel anders dan in 1995 en waarnemers werden niet toegelaten.
De partij claimde bijna 82% van de stemmen, bij een opkomst van bijna 94% en kreeg daarmee vrijwel alle zetels in de Hoge Raad. Naast Wedergeboorte behaalde alleen de Verenigde Communistische Partij van Georgië de kiesdrempel. Bij de gemeentelijke verkiezingen van 1998 had de partij volledige controle over het verkiezingsproces en won met 98% van de stemmen de totale controle over de raden in Adzjaarse gemeenten. Van de twaalf eenpartij overwinningen in heel Georgië, waren er tien in Adzjarië. Oppositiecampagnes mochten geen kritiek leveren op Abasjidze en de pers werd streng gecontroleerd.
De verkiezing in 2001 voor de Hoge Raad verliep vergelijkbaar voor de Wedergeboorte. De partij kreeg volgens de lokale verkiezingsautoriteiten 83,6% van de stemmen bij een opkomst van 96%, goed voor 30 van de 35 zetels. Tevens werden alle zeven senaatszetels door Wedergeboorte opgeëist. De Hoge Raad was in aanloop naar de verkiezingen hervormd in een tweekamerparlement. Abasjidze werd in een directe verkiezing met 99,3% van de stemmen tot leider van de autonome republiek gekozen. De verkiezingen werden als niet democratisch beschouwd.

### Landelijke oppositie

President Edoeard Sjevardnadze (r) kreeg te maken met landelijk georganiseerde oppositie van Wedergeboorte.

De Unie voor Democratische Wedergeboorte werkte in het Georgische parlement aanvankelijk samen met de Burgerunie van Edoeard Sjevardnadze, maar vanaf medio 1997 raakten de relaties verstoord. In 1998-1999 boycotte Wedergeboorte het parlement vanwege de afwijzing van een vrije economische zone voor Adzjarië. Wedergeboorte ging meer oppositie voeren tegen Sjevardnadze en zijn Burgerunie en de  twee partijen domineerden het politieke toneel op landelijk niveau.
Deze oppositie was vanuit Wedergeboorte vooral tactisch van aard en minder ideologisch, waarbij de belangen van Abasjidze voorop stonden. Zo trok Abasjidze zich op het laatste moment terug voor de presidentsverkiezingen van 2000 in ruil voor het verankeren van de autonome status van Adzjarië in de wet.
Voor de parlementsverkiezingen van 1999 werd onder leiding van de partij een anti-Sjevardnadze alliantie opgericht, Georgische Wedergeboorte, informeel ook de Batoemi-alliantie genoemd. Deze bestond naast Wedergeboorte uit de Socialistische Partij, de Unie van Georgische Traditionalisten, de voormalige leider van de Dzjoember Patiasjvili en Gamsachoerdia-aanhangers. Ze deelden met elkaar de opvattingen over het herstel van de relaties met Rusland. De verenigde oppositie maakte de verkiezing een referendum over Sjevardnadze en zijn partij, die ze neerzetten als kosmopolieten die het land wilden vernietigen, de oorzaak waren van separatistische conflicten in Abchazië en Zuid-Ossetië, en 'slaven zijn van het Euro-Amerikanisme'. Sjevardnadze op zijn beurt stelde dat Wedergeboorte wint, dat een "parlementaire coup" zou zijn "van reactionaire partijen die gestolen geld gebruiken".
Landelijk wist de alliantie ruim 25% van de stemmen te winnen en daarmee het grote oppositieblok tegenover Sjevardnadzes Burgerunie te worden. In Adzjarië werd een opkomst gemeld van ruim 95%, tegenover 68% landelijk, terwijl de OVSE significant meer fraude rapporteerde. De alliantie spatte na de eerste parlementsbijeenkomst uit elkaar in verschillende fracties. Ook de Burgerunie van Sjevardnadze viel uit elkaar. De "jonge hervormers" binnen de Burgerunie, geleid door Zoerab Zjvania en Micheil Saakasjvili, richtten nieuwe partijen op in oppositie tegen Sjevardnadze uit onvrede over de corruptie-aanpak. Abasjidze had een gespannen relatie met deze hervormers en beschuldigde hen van een samenzwering om hem te vermoorden.

### Rozenrevolutie

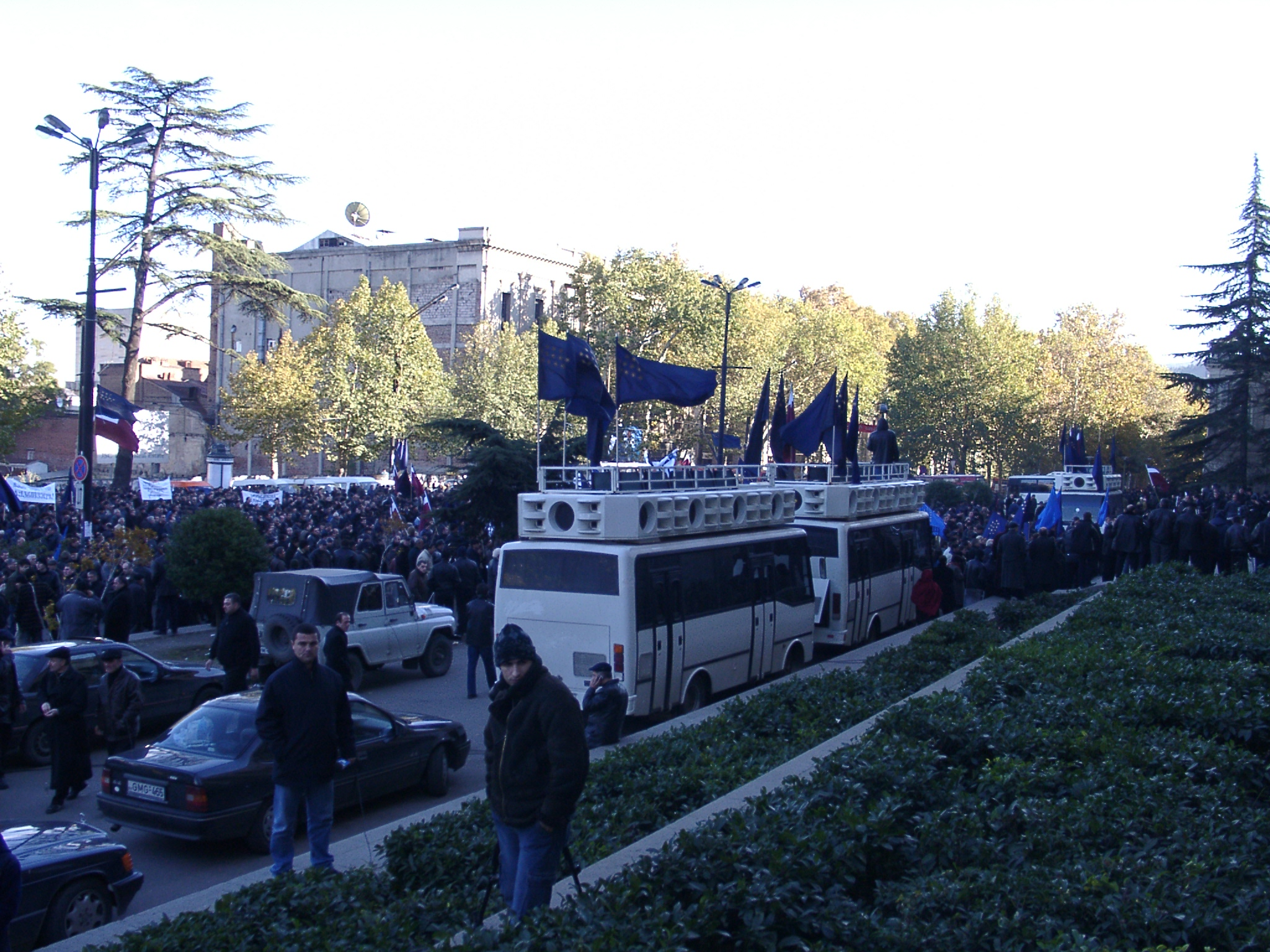
Aanhangers van Wedergeboorte in Tbilisi tijdens een tegendemonstratie.

Wedergeboorte deed als Unie voor Democratische Wedergeboorte mee met de parlementsverkiezingen van 2003. De hervormingsgezinde Verenigde Nationale Beweging van Saakasjvili was de enige partij die Wedergeboorte serieus uitdaagde in Adzjarië. De verkiezingen liepen uit op de Rozenrevolutie, nadat onafhankelijke waarnemers grootschalige fraude hadden vastgesteld. Zowel Burgerunie als Wedergeboorte kwamen volgens de autoriteiten als winnaars uit de bus en de Verenigde Nationale Beweging als derde.
De 'Adjzaarse factor' speelde een grote rol bij het publieke protest tegen de uitslag. Pas na enkele dagen werden de eerste uitslagen uit de autonome republiek bekendgemaakt, volgens welke Wedergeboorte een vrijwel totale overwinning geboekt zou hebben. Er werd een opkomst van 97% in Adzjarië geclaimd door de verkiezingsautoriteiten, waarvan 96,7% voor Wedergeboorte. Deze geclaimde zege van Wedergeboorte in Adzjarië bepaalde de landelijke uitslag zodanig dat Sjevardnadze gedwongen zou worden met Wedergeboorte te regeren, zo was de angst in Tbilisi. De 
Na weken van protesten tegen Sjevardnadze, werd hij gedwongen af te treden. In maart 2004 vonden herhalingsverkiezingen plaats voor de 150 evenredig te verdelen zetels van het parlement. Wedergeboorte deed wel mee, maar haalde met minder dan 4% stemmen de kiesdrempel niet. Ondertussen was Micheil Saakasjvili tot president gekozen, die in de winter en het voorjaar van 2004 de confrontatie aanging met Abasjidze. Dit culmineerde in de Adzjarië-crisis en op 6 mei 2004 vluchtte Abasjidze naar Moskou. De 'Unie voor Democratische Wedergeboorte' werd meteen opgeheven.

## Ideologie en standpunten
De Wedergeboorte had geen duidelijk partijprogramma, omdat de partij niet gericht was op het bedienen van de kiezers, maar het uitoefenen van druk op de centrale macht in Tbilisi. De partij combineerde traditioneel links en reformistisch rechts. De partij wilde een vrijhandelszone in Batoemi, waartoe het meerdere tevergeefse pogingen deed in het nationale parlement. Wedergeboorte had daarnaast een uitgesproken pro-Russische oriëntatie en onderhield goede relaties met Rusland. Het was ook een voorstander van de Russische militaire bases in Georgië, waaronder in Batoemi. De partij werd in binnen- en buitenland gezien als een dekmantel voor Russische beïnvloeding in Georgie.
In 1998 had Wedergeboorte onder meer de volgende standpunten:
- De partij heeft de verkiezing van de burgemeester van Batoemi en districtshoofden mogelijk gemaakt en wil het lokale bestuur verder versterken en onafhankelijk maken.
- Regionale en lokale sociale en economische ontwikkeling op basis van de lokale behoeften.
- Wetgeving moet aansluiten bij de belangen van het sociaal kwetsbare deel van de bevolking, met name op het gebied van onderwijs en medische dienstverlening.
- Beschermen van kleine en middelgrote bedrijven, leningen met een laag percentage, het herstel productie van regionaal kenmerkende producten.
- Verdere integratie van regio's van Georgië door middel van het verdiepen van de economische, culturele en sportieve relaties om historische en traditionele relaties tussen de regio's van het land te herstellen.

## Verkiezingen
Een overzicht van de verkiezingsuitslagen voor de partij.

### Georgische parlementsverkiezingen
Wedergeboorte deed in 1992 voor het eerst mee en was onderdeel van het verkiezingsblok Vrede, dat de verkiezingen won. De partij behaalde binnen deze coalitie vier zetels in het parlement.
| 1995            | Aslan Abasjidze | 145.626 | 6,84  | (3) | 25 | 6 | 31 / 235 | Nieuw | Oppositie | [ 34 ] |
| 1999            | Aslan Abasjidze | 537.297 | 25,18 | (2) | 51 | 8 | 58 / 235 | 27    | Oppositie | [ 35 ] |
| 2003            | Aslan Abasjidze | 359.769 | 19,54 | (2) | 33 | 6 | 39 / 235 | 19    | Oppositie | [ 36 ] |
| 2004            | Aslan Abasjidze | 57.829  | 3,95  | (5) | 0  | 0 | 6 / 235  | 33    | Oppositie | [ 37 ] |
| Bronnen: CESKO, |                 |         |       |     |    |   |          |       |           |        |

### Adzjaarse Hoge Raad
De Adzjaarse leider Aslan Abasjidze zorgde ervoor dat zijn Wedergeboorte de absolute macht had in het parlement van de autonome republiek Adzjarië.
| 1996     | Aslan Abasjidze      | 178.406 | 81,9 | 38 | 38 | 76 / 80 | Regerend | [ 39 ] |
| 2001     | Georgi Tsintskiladze | 190.159 | 83,6 | 30 | -  | 30 / 35 | Regerend | [ 40 ] |
| Bronnen. |                      |         |      |    |    |         |          |        |